# Wezen (ster)
Wezen (delta Canis Majoris) is een heldere ster in het sterrenbeeld Grote Hond (Canis Major).
De ster staat ook bekend als Alwazn, Wesen en Al Wazor. Zij heeft een schijnbare magnitude van 1,84 en een oppervlaktetemperatuur van 6200 kelvin. De spectraalklasse is F8Ia - het is een gele superreus met een afstand van 1607 lichtjaar.